# Христо Андоновски
Христо Андоновски (на македонска литературна норма: Христо Андоновски) е историк и журналист от Република Македония.

## Биография
Андоновски е роден през 1917 година в Гърция, във воденското село Цакони, на гръцки Хриса. Основно училище завършва в родното си село, гимназия във Воден, а висше образование - в Педагогическия институт в Солун (1940 година). Работи като учител в селата в Мъгленско и в град Съботско (Аридеа).
По време на окупацията на Гърция през Втората световна война влиза в редовете на комунистическата съпротива, като младежки организатор в Долно Пожарско (Лутраки). По-късно отговаря за пропагандата в районния комитет на Комунистическата партия на Гърция в Съботско, а след това става член на разирения състав на Воденския окръжен комитет на КПГ. На 26 февруари 1945 година напуска поста си в КПГ поради несъгласие с политиката на партията по македонския въпрос и емигрира в Титова Югославия. При избухването на Гражданската война в Гърция се връща в Гърция през януари 1947 година и е отговорник за печата в отдела за пропагадна на Главния комитет СНОФ до декември 1948 година.
След войната емигрира в Югославия и работи като редактор на програмата на гръцки език на Радио Скопие, главен редактор на вестника „Глас на егейците“, редактор във вестник „Нова Македония“ и в списанието „Македония“ на Матицата на изселниците от Македония, в което се пенсинира през 1983 година. В своята историографска работа обръща най-голямо внимание на темите, свързани с Егейска Македония.
Христо Андоновски умира на 15 октомври 2006 година в Скопие.

## Трудове
- „Егејска Македонија“ (1951)
- „Мегленската област во НОБ“ (1961)
- „Македонците под Грција во борбата против фашизмот“ (1968)
- „Дипломатската антимакедонска игра“ (1970)
- „Организацијата СНОФ во Леринско, Костурско и Македонскиот реонски комитет на КПГ во Воденско“, Гласник, 10/2 (1966), 5-45
- „Драмско востание“ (1969)
- „Македонското национално малцинство во Грција, Бугарија и Албанија“. – Гласник на ИНИ (Скопје), XVIII/1, 1974, 54.
- „Револуционерот Лазо Трповски“ (1975)
- Андоновски, Христо. Вистината за Егејска Македонија.   Скопје, Мисла, 1971. (на македонска литературна норма)
- „Странците за Македонија и Македонците“ (1978)
- „Јужна Македонија од Античките до денешните Македонци“, Скопје, 1995.